# NGC 2553
NGC 2553 je galaksija u zviježđu Raku.

## Vanjske poveznice
- SEDS: NGC 2553